# Livplagg
Ett livplagg är ett plagg vars huvudsakliga funktion är att täcka livet, vilket i huvudsak innebär bålen, men det kan också vara försett med ärmar och fortsätta ned över underkroppen.

## Exempel på livplagg
- Kjortel
- Snörliv
- Livstycke